# Festival de Karlovy Vary 2005

## Palmarés
- Globo de Cristal (Grand Prix): "Mi Nikifor (Mój Nikifor)" (Polonia), dirigida por Krzysztof Krauze
- Premio Especial del Jurado: "What a wonderful place (Eize makom nifla)" (Israel), de Eyal Halfon
- Premio al mejor director: Krzysztof Krauze, por "Mi Nikifor" (Polonia)
- Premio a la mejor actriz: Krystyna Feldman, por "Mi Nikifor" (Polonia)
- Premio al mejor actor: Luca Zingaretti, por "Alla luce del sole" (Italia) y Uri Gavriel, por "What a wonderful place" (Israel)
- Globo de Cristal por su contribución artística al mundo del Cine: Robert Redford, Liv Ullmann y Sharon Stone
- Premio "Al este del Oeste": "Ragin", de Kiril Serébrennikov (Rusia/Austria)
- Premio del Público: "La vie avec mon père", de Sébastien Rose (Canadá)
- Premio al mejor documental (-30 minutos): "Boža moj", de Galina Adamovich (Bielorrusia)
- Premio al mejor documental (+30 minutos): "Estamira", de Marcos Prado (Brasil)

Premios Especiales del Jurado
- "Noriko no shokutaku", de Sion Sono (Japón)
- "Mad Hot Ballroom", de Marilyn Agrelo (Estados Unidos)
- "Wesele", de Wojtek Smarzowski (Polonia)

Otros premios
- FIPRESCI Premio de los Críticos: "Kinamand", de Henrik Ruben Genz (China/Dinamarca)
- Premio Don Quijote: "Noriko No Shokutaku", de Sion Sono (Japón)
- Premio del Jurado Ecumenical: "Kinamand", de Henrik Ruben Genz (China/Dinamarca)
- Premio de los Jóvenes Críticos Checos: "Parvane ha badraghe mikonand", de Mohammad Ebrahim Moaiery (Irán)
- Premio de la Televisión Checa (Cámara Independiente): "Los Muertos", de Lisandro Alonso (Argentina)

- Datos: Q5861221
- Multimedia: 40th Karlovy Vary International Film Festival / Q5861221